# Sofia di Sassonia-Weissenfels (margravia di Brandeburgo-Bayreuth)
Sofia di Sassonia-Weißenfels (Weißenfels, 2 agosto 1684 – Rosswald, 6 maggio 1752) è stata una Duchessa di Sassonia-Weissenfels, una Margravia di Brandeburgo-Bayreuth ed una Contessa di Hoditz e Wolframitz.

## Biografia
Sofia era figlia del Duca Giovanni Adolfo I di Sassonia-Weissenfels (1649–1697) e di sua moglie Giovanna Maddalena (1656–1686), figlia del Duca Federico Guglielmo II di Sassonia-Altenburg.
Il 16 ottobre 1699 sposò a Lipsia il Margravio Giorgio Guglielmo di Brandeburgo-Bayreuth (1678–1726),  che aveva conosciuto nello stesso anno in occasione di una visita alla fiera di quella città. L'anno successivo il Margravio fece edificare il castello di Erlangen.
Esercitò un notevole influsso sulla vita culturale di Bayreuth, che  grazie a lei conobbe una fioritura in campo canoro: portò nella città l'amore per l'opera che caratterizzava Weissenfels, la cui corte faceva rappresentare testi solamente in tedesco. Poiché condusse un'opulenta vita di corte, dando numerosi ricevimenti, si determinò tuttavia un aggravio nel deficit del margraviato. Nel 1705 venne deposta a  St. Georgen  la prima pietra di una chiesa, chiamata Sophienkirche  in suo onore.
Il suo matrimonio fu infelice: ebbe un flirt con un barone svedese e il Margravio arrivò a colpire il barone con la lastra di un tavolo e fece portare la moglie a Plassenburg.
Dopo la morte del marito, Sofia si trasferì nel castello di Erlangen, sua sede vedovile, dove visse per otto anni. 
All'età di cinquant'anni, il 14 luglio 1734, Sofia sposò in seconde nozze il ventottenne conte Alberto Giuseppe di Hoditz e Wolframitz (1706–1778), dopo essersi convertita al cattolicesimo, ottenendo per questo dalla corte di Vienna una pensione annuale.
Dopo la sua morte, nel 1752, il suo corpo venne cremato. La sua sepoltura costituì la prima cremazione nei paesi di lingua tedesca dal XIII secolo, quando il cristianesimo aveva vietato questa pratica  nell'Impero Tedesco.

## Figli
Dal suo matrimonio con Giorgio Guglielmo nacquero i seguenti figli:
- Cristiana Sofia Guglielmina (6 gennaio 1701 - 15 luglio 1749).
- Eberardina Elisabetta (13 gennaio 1706 - 3 ottobre 1709).
- Cristiano Guglielmo (14 novembre-16 novembre 1706).
- Cristiano Federico Guglielmo (7 giugno-9 giugno 1709).
- Francesco Adolfo Guglielmo (nato e morto il 7 giugno 1709), gemello di Cristiano Federico Guglielmo.

## Ascendenza
|                                                     |                                                  |                                                         | Genitori                                              |  |  | Nonni |  |  | Bisnonni                                         |  |  | Trisnonni                                      |  |
|                                                     |                                                  |                                                         |                                                       |  |  |       |  |  | 8. Johann Georg I, principe elettore di Sassonia |  |  | 16. Christian I, principe elettore di Sassonia |  |
|                                                     |                                                  |                                                         |                                                       |  |  |       |  |  | 8. Johann Georg I, principe elettore di Sassonia |  |  | 16. Christian I, principe elettore di Sassonia |  |
|                                                     |                                                  | 17. Sophie von Brandenburg                              |                                                       |  |  |       |  |  | 8. Johann Georg I, principe elettore di Sassonia |  |  |                                                |  |
| 4. August, duca di Sassonia-Weissenfels             |                                                  |                                                         |                                                       |  |  |       |  |  | 8. Johann Georg I, principe elettore di Sassonia |  |  |                                                |  |
|                                                     |                                                  | 9. Magdalena Sibylle von Preußen                        | 18. Albrecht Friedrich, duca di Prussia               |  |  |       |  |  |                                                  |  |  |                                                |  |
|                                                     |                                                  | 9. Magdalena Sibylle von Preußen                        | 18. Albrecht Friedrich, duca di Prussia               |  |  |       |  |  |                                                  |  |  |                                                |  |
|                                                     |                                                  | 9. Magdalena Sibylle von Preußen                        | 19. Marie Eleonore von Jülich-Kleve-Berg              |  |  |       |  |  |                                                  |  |  |                                                |  |
| 2. Johann Adolf I, duca di Sassonia-Weissenfels     |                                                  | 9. Magdalena Sibylle von Preußen                        |                                                       |  |  |       |  |  |                                                  |  |  |                                                |  |
|                                                     |                                                  | 10. Adolf Friedrich I, duca di Meclemburgo-Schwerin     | 20. Johann VII, duca di Meclemburgo-Schwerin          |  |  |       |  |  |                                                  |  |  |                                                |  |
|                                                     |                                                  | 10. Adolf Friedrich I, duca di Meclemburgo-Schwerin     | 20. Johann VII, duca di Meclemburgo-Schwerin          |  |  |       |  |  |                                                  |  |  |                                                |  |
|                                                     |                                                  | 10. Adolf Friedrich I, duca di Meclemburgo-Schwerin     | 21. Sophia von Schleswig-Holstein-Gottorf             |  |  |       |  |  |                                                  |  |  |                                                |  |
| 5. Anna Maria zu Mecklenburg-Schwerin               |                                                  | 10. Adolf Friedrich I, duca di Meclemburgo-Schwerin     |                                                       |  |  |       |  |  |                                                  |  |  |                                                |  |
|                                                     |                                                  | 11. Anna Maria von Ostfriesland                         | 22. Enno III, conte della Frisia orientale            |  |  |       |  |  |                                                  |  |  |                                                |  |
|                                                     |                                                  | 11. Anna Maria von Ostfriesland                         | 22. Enno III, conte della Frisia orientale            |  |  |       |  |  |                                                  |  |  |                                                |  |
|                                                     |                                                  | 11. Anna Maria von Ostfriesland                         | 23. Anna von Schleswig-Holstein-Gottorf               |  |  |       |  |  |                                                  |  |  |                                                |  |
| 1. Sophia von Sachsen-Weißenfels                    |                                                  | 11. Anna Maria von Ostfriesland                         |                                                       |  |  |       |  |  |                                                  |  |  |                                                |  |
|                                                     | 12. Friedrich Wilhelm I, duca di Sassonia-Weimar | 24. Johann Wilhelm, duca di Sassonia-Weimar             |                                                       |  |  |       |  |  |                                                  |  |  |                                                |  |
|                                                     | 12. Friedrich Wilhelm I, duca di Sassonia-Weimar | 24. Johann Wilhelm, duca di Sassonia-Weimar             |                                                       |  |  |       |  |  |                                                  |  |  |                                                |  |
|                                                     | 12. Friedrich Wilhelm I, duca di Sassonia-Weimar | 25. Dorothea Susanne von der Pfalz-Simmern              |                                                       |  |  |       |  |  |                                                  |  |  |                                                |  |
| 6. Friedrich Wilhelm II, duca di Sassonia-Altenburg | 12. Friedrich Wilhelm I, duca di Sassonia-Weimar |                                                         |                                                       |  |  |       |  |  |                                                  |  |  |                                                |  |
|                                                     |                                                  | 13. Anna Maria von Pfalz-Neuburg                        | 26. Philipp Ludwig, conte palatino di Neuburg         |  |  |       |  |  |                                                  |  |  |                                                |  |
|                                                     |                                                  | 13. Anna Maria von Pfalz-Neuburg                        | 26. Philipp Ludwig, conte palatino di Neuburg         |  |  |       |  |  |                                                  |  |  |                                                |  |
|                                                     |                                                  | 13. Anna Maria von Pfalz-Neuburg                        | 27. Anna von Jülich-Kleve-Berg                        |  |  |       |  |  |                                                  |  |  |                                                |  |
| 3. Johanna Magdalena von Sachsen-Altenburg          |                                                  | 13. Anna Maria von Pfalz-Neuburg                        |                                                       |  |  |       |  |  |                                                  |  |  |                                                |  |
|                                                     |                                                  | 14. Johann Georg I, principe elettore di Sassonia (= 8) | 28. Christian I, principe elettore di Sassonia (= 16) |  |  |       |  |  |                                                  |  |  |                                                |  |
|                                                     |                                                  | 14. Johann Georg I, principe elettore di Sassonia (= 8) | 28. Christian I, principe elettore di Sassonia (= 16) |  |  |       |  |  |                                                  |  |  |                                                |  |
|                                                     |                                                  | 14. Johann Georg I, principe elettore di Sassonia (= 8) | 29. Sophie von Brandenburg (= 17)                     |  |  |       |  |  |                                                  |  |  |                                                |  |
| 7. Magdalena Sibylla von Sachsen                    |                                                  | 14. Johann Georg I, principe elettore di Sassonia (= 8) |                                                       |  |  |       |  |  |                                                  |  |  |                                                |  |
|                                                     |                                                  | 15. Magdalena Sibylle von Preußen (= 9)                 | 30. Albrecht Friedrich, duca di Prussia (= 18)        |  |  |       |  |  |                                                  |  |  |                                                |  |
|                                                     |                                                  | 15. Magdalena Sibylle von Preußen (= 9)                 | 30. Albrecht Friedrich, duca di Prussia (= 18)        |  |  |       |  |  |                                                  |  |  |                                                |  |
|                                                     |                                                  | 15. Magdalena Sibylle von Preußen (= 9)                 | 31. Marie Eleonore von Jülich-Kleve-Berg (= 19)       |  |  |       |  |  |                                                  |  |  |                                                |  |
|                                                     |                                                  | 15. Magdalena Sibylle von Preußen (= 9)                 |                                                       |  |  |       |  |  |                                                  |  |  |                                                |  |